# 雨森芳洲

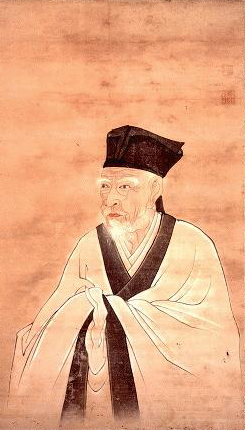
雨森芳洲の肖像画

雨森 芳洲（あめのもり ほうしゅう、寛文8年5月17日（1668年6月26日） - 宝暦5年1月6日（1755年2月16日））は、江戸時代中期の儒者。諱は俊良、のち誠清（のぶきよ）、通称は藤五郎・東五郎、号は芳洲、字を伯陽、漢名として雨森東を名乗った。中国語、朝鮮語に通じ、対馬藩に仕えて李氏朝鮮との通好実務にも携わった。新井白石・室鳩巣ともに木下門下の五先生や十哲の1人に数えられた。

## 生涯

### 木下順庵門下
寛文8年（1668年）、近江国伊香郡雨森村（現在の滋賀県長浜市高月町雨森）の町医者の子として生まれた。
延宝7年（1679年）、12歳の頃から京都で医学を学び、貞享2年（1685年）頃、江戸へ下って朱子学者・木下順庵門下に入った。同門の新井白石、室鳩巣、祇園南海らとともに秀才を唱われ、元禄2年（1689年）、木下順庵の推薦で、当時、中継貿易で潤沢な財力をもち、優秀な人材を探していた対馬藩に仕官し、江戸藩邸勤めを経て元禄5年（1692年）に対馬国へ赴任した。この間、長崎で中国語を学んだこともある。

### 対馬藩朝鮮方佐役
元禄11年（1698年）、朝鮮方佐役（朝鮮担当部補佐役）を拝命。元禄15年（1702年）、初めて朝鮮の釜山へ渡り、元禄16年（1703年）から同18年（1705年）にかけて釜山の倭館に滞在して、朝鮮語を学んだ。倭館への訪問回数は合わせて七回にのぼる。この間、朝鮮側の日本語辞典『倭語類解』の編集に協力し、自らも朝鮮語入門書『交隣須知』を作成した。また、江戸幕府将軍の就任祝いとして派遣される朝鮮通信使に、6代・徳川家宣の正徳元年（1711年）と8代・徳川吉宗の享保4年（1719年）の2回、通信使の江戸行に随行した。なお、吉宗の時の使節団の製述官であった申維翰が帰国後に著した『海遊録』に、雨森芳洲活躍の姿が描かれている。
対馬藩の文教や朝鮮外交文書の専門職の真文役（記者）となった。篤実な人格で人々に信頼を獲得して、名分や徳業を重視して、熱心に子弟の教育にあたった。

### 隠居の日々
享保5年（1720年）には朝鮮王・景宗の即位を祝賀する対馬藩の使節団に参加して釜山に渡っている。
しかし、朝鮮人参密輸など藩の朝鮮政策に対する不満から、享保6年（1721年）に朝鮮方佐役を辞任し、家督を長男の顕之允に譲った。その後は自宅に私塾を設けて著作と教育の日々を過ごしたが、享保14年（1729年）、対馬藩の裁判（全権特使）として釜山の倭館に赴き、公作米（朝鮮から輸入されていた米穀）の年限更新や各種輸入品の品質問題といった課題について、一年以上にわたる交渉に携わった。享保19年（1734年）には対馬藩主の側用人に就任、藩政に関する上申書『治要管見』や朝鮮外交心得『交隣提醒』を書いている。
宝暦5年（1755年）、対馬厳原日吉の別邸で死去した。享年88。諡は一得斎芳洲誠清府君。墓は日吉（長崎県対馬市厳原町）の長寿院にあり、傍らに顕之允も葬られている。

## 逸話

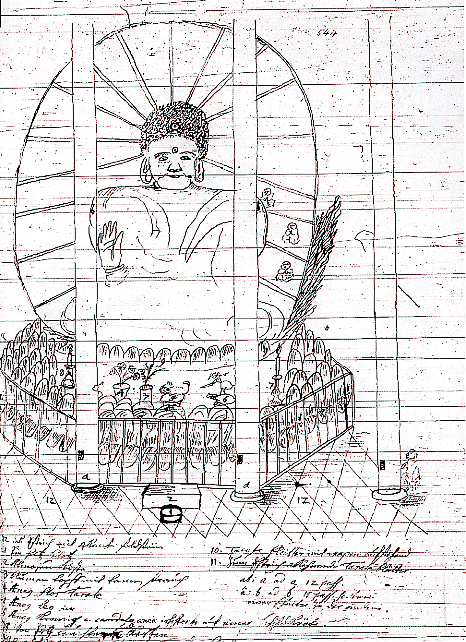
エンゲルベルト・ケンペルによる方広寺大仏(京の大仏)のスケッチ(大英博物館所蔵)。方広寺で計画された朝鮮通信使への饗応は、日朝間の歴史認識の相違などからトラブルに発展してしまった。

- 芳洲は中華朝鮮王朝の様々な外国語に堪能であったことから、とある中国人に「君は多彩な語学に精通しているようだが、なかんずく日本語が最も流暢だ」と冗談交じりに言われたことがある。
- 思想的には大陸思想（小中華思想）を信仰していた。自身が日本人である事を悔やみ「中華の人間として生まれたかった」と漏らした記録が後世に伝わる。
- 当時日本で流行していた男色を、芳洲も嗜んだようだ。申維翰は、日本の男色趣味を「奇怪極まる」と眉をしかめ芳洲に苦言を呈した折、「学士はまだその楽しみを知らざるのみ」と逆に諭したという[8]。
- 芳洲の随行していた第9回朝鮮通信使は、江戸幕府の組んだ旅程に方広寺大仏(京の大仏)の拝観と、そこでの饗応の予定が組まれていた。それに対して朝鮮通信使一行は、方広寺は秀吉の造立した寺であること、門前に耳塚があることを理由に、訪問を拒絶した。芳洲は「現在の方広寺は徳川の世(江戸幕府成立後)に再建されたもので、豊臣秀吉とは無関係である」との弁明を行ったが、詭弁だとして一蹴されてしまった[9]。この時の双方の歴史認識を巡る議論は丁々発止なものとなり、芳洲は怒りをあらわにし、鬼のような形相で、日本側の主張を熱弁したという。方広寺での饗応を巡るトラブルは、朝鮮側の正使と副使が饗応に儀礼的に参加し、他の一行は不参加とする、饗応の間は耳塚に囲いを設けて見えなくするということで最終決着が着いた。なお芳洲の上記の弁明は、日本側の外交官としての立場上行ったもので、芳洲の意に反したものであったようである[10][11]。後に芳洲が著した『交隣提醒』では、方広寺での饗応を計画したことは、朝鮮通信使一行に無配慮であったとしている [10][11]。またその著作の中で芳洲は、方広寺での饗応の目的は、江戸幕府が一行に巨大な方広寺大仏・大仏殿を見せつけ国威発揚を図る狙いがあったと思われるが、日本の一般大衆に「方広寺は秀吉の寺」と認知されているにもかかわらず、「方広寺は秀吉と無関係」とする嘘を重ねた事で朝鮮通信使一行の感情を逆撫でしてしまったこと及び、仏の功徳は大小によらないのに巨額な財を費やして無益な大仏を作ったと、一行に嘲られる事につながってしまったことを批判している。なお朝鮮通信使の旅程に方広寺が組み込まれた経緯について、芳洲は日本側の国威発揚が狙いではないかとしているが、寛永20年(1643年)の第5回朝鮮通信使一行が方広寺大仏の拝観を希望し、それ以降慣行化したためではないかとする反論もある。九州国立博物館は膨大な対馬宗家文書を所蔵しているが、その中に松平信綱から対馬藩主宗義成への書状があり、「朝鮮通信使が京へ着いた際に大仏見物をしたいとのこと。将軍の耳に入れたところ、許可を得たので通信使に伝えるように。また京都所司代にも伝えた。」と書き記されている[注釈 5]。上記が第5回朝鮮通信使一行が方広寺大仏の拝観を希望したことの証左とされる。ただ第5回朝鮮通信使一行は、方広寺大仏を発願したのが秀吉だということを知らずに、大仏見物を希望した可能性もある。

## 著作
- 藩政に関する著作、教育書、文集、随筆『橘窓茶話』(きっそうさわ)『たはれ草』など著書は多い。
- 81歳の高齢ではじめて歌道を志望して、『古今和歌集』を1000回読み、自ら1集を読んで人々を敬服させた[12]。
- 晩年に対馬藩直営の語学学校「韓語司」を設立した。朝鮮語学の研究成果として文例集『交隣須知』が示されて、明治期の朝鮮語の教科書となった。また対訳集『全一道人』も執筆した。
- 朝鮮研究の成果た朝鮮外交に対する考えの著作として『交隣提醒』や『隣交始松物語』『朝鮮践好沿革志』がある[13]。